# III (album de Bob Sinclar)
Pour les articles homonymes, voir III.
Albums de Bob Sinclar
Champs-Élysées
(2000) Enjoy
(2004)
III est le troisième album studio du DJ français Bob Sinclar.

## Liste des pistes
| 1.    | The Beat Goes On                         | 2:59      |
| 2.    | Kiss My Eyes                             | 4:20      |
| 3.    | If I Was                                 | 4:41      |
| 4.    | La Music Is Fantastique                  | 4:44      |
| 5.    | Nature Boy                               | 4:50      |
| 6.    | Who Needs Sleep Tonight ? (Version 2002) | 5:01      |
| 7.    | Sexy Dancer                              | 5:12      |
| 8.    | I'm Not Perfect                          | 4:59      |
| 9.    | Do It                                    | 3:34      |
| 10.   | Métro Blanche                            | 3:22      |
| 11.   | Beat The Clock                           | 3:03      |
| 12.   | Europa                                   | 4:12      |
| 13.   | So High                                  | 5:11      |
| 14.   | Fantasy I Wanna Go Bang (morceau caché)  | 4:41 5:27 |
| 70:35 |                                          |           |